# Commune (Roumanie)
Pour les articles homonymes, voir Commune (homonymie).

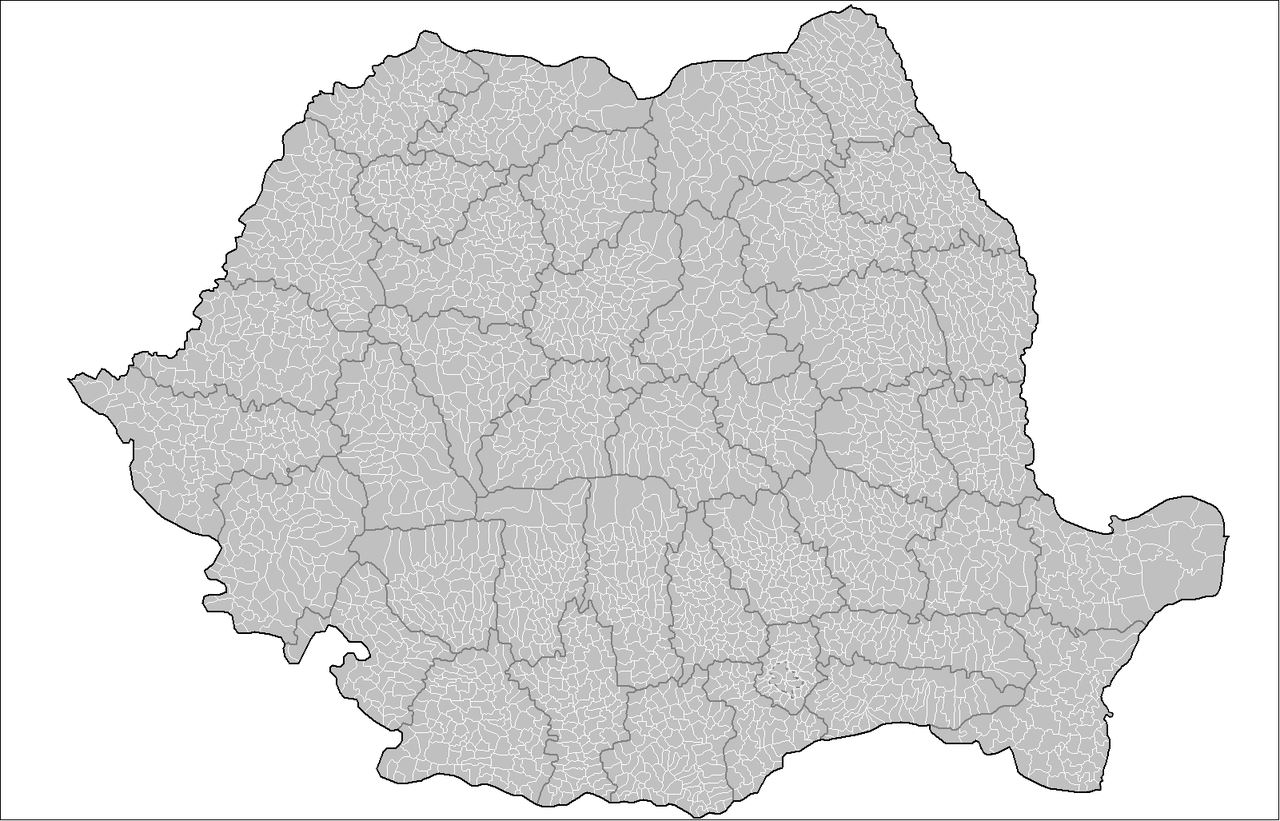
Divisions administratives de Roumanie

La commune (comună en roumain) est la plus petite division administrative de Roumanie. Il en existe 2 686. Chacune est gouvernée par un maire (primar en roumain).
Une commune peut être constituée de plusieurs villages (sat en roumain). Les villages n'ont aucun rôle administratif. En 1999, il y avait 13 285 répartis sur les 2 686 communes.
La commune correspond au niveau V de la nomenclature d'unités territoriales statistiques. 
Il existe deux types d'administrations territoriales de niveau V en Roumanie : les communes, principalement des localités rurales et les villes et municipalités, des zones d'habitation urbaine.
Il n'existe pas de règle précise pour qu'une commune obtienne le statut de ville. Une commune obtient ce statut quand sa population avoisine les 10 000 habitants et quand elle a atteint un degré d'urbanisation évident, manifesté notamment par une économie tournée vers l'industrie et les services et par une meilleure qualité de vie. Il existe cependant des zones d'habitation avec moins de 10 000 habitants qui ont le statut de ville. Les villes sont au même niveau territorial que les communes mais bénéficient d'un peu plus d'autonomie locale.
| Population     | Nombre de communes | Nombre total d'habitants dans ces communes |
| -------------- | ------------------ | ------------------------------------------ |
| moins de 1 000 | 52                 | 38 000                                     |
| 1 000-3 000    | 1054               | 2 291 000                                  |
| 3 000-5 000    | 996                | 3 850 000                                  |
| 5 000-7 000    | 398                | 2 323 000                                  |
| 7 000-9 000    | 130                | 1 016 000                                  |
| plus de 9 000  | 56                 | 613 000                                    |
| Total          | 2 686              | 10 139 000                                 |

Tableau comptant le nombre de communes selon leur nombre d'habitants et le nombre d'habitants dans les communes (statistiques de 1999).